# Manon Lloyd
Manon Lloyd (* 5. November 1996 in Carmarthen) ist eine ehemalige britische Radsportlerin, die Rennen auf Bahn und Straße bestritt.

## Sportliche Laufbahn
2014 errang Lloyd bei den Junioren-Bahneuropameisterschaften zwei Goldmedaillen, im Punktefahren und in der Mannschaftsverfolgung. Daraufhin wurde sie vom britischen Radsportverband British Cycling in das Team Olympic Academy Programme aufgenommen.
In den beiden folgenden Jahren war Lloyd von Verletzungspech verfolgt: 2015 brach sie sich das Becken. Im Jahr darauf brach sie sich bei einem Sturz während der Energiewacht Tour im April das Kreuzbein, fuhr aber die Etappe zu Ende und gab das Rennen zwei Tage später auf. Erst zurück in England erhielt sie die Diagnose.
Nach einer längeren Wettkampfpause startete Manon Lloyd bei den Bahneuropameisterschaften der U23 und wurde gemeinsam mit Emily Kay, Dannielle Khan und Emily Nelson Europameisterin in der Mannschaftsverfolgung. Bei den Europameisterschaften der Elite im selben Jahr errang das britische Team in derselben Besetzung mit Lloyd Bronze.
Im Jahr darauf wurde Manon Lloyd gemeinsam mit Eleanor Dickinson U23-Europameisterin im Zweier-Mannschaftsfahren, im Punktefahren belegte sie Rang drei. Bei den  Bahneuropameisterschaften in Berlin errang sie mit Eleanor Dickinson, Emily Kay, Elinor Barker und Katie Archibald Silber. Ende 2019 beendete sie ihre Radsportlaufbahn.

## Berufliches
Von 2020 bis Juli 2024 war Manon Lloyd als Moderatorin beim Radsport-Kanal Global Cycling Network tätig. So war sie 2022 an der Berichterstattung zur Tour de France Femmes beteiligt.

## Erfolge (Bahn)
2014
- Junioren-Europameisterin – Punktefahren, Mannschaftsverfolgung (mit Emily Nelson, Grace Garner und Megan Barker)

2016
- Weltcup in Glasgow – Zweier-Mannschaftsfahren (mit Katie Archibald), Mannschaftsverfolgung (mit Eleanor Dickinson, Emily Kay, Emily Nelson und Dannielle Khan)
- Europameisterschaft – Mannschaftsverfolgung (mit Emily Kay, Dannielle Khan und Emily Nelson)
- U23-Europameisterin – Mannschaftsverfolgung (mit Emily Kay, Dannielle Khan und Emily Nelson)

2017
- U23-Europameisterin – Zweier-Mannschaftsfahren (mit Eleanor Dickinson)
- U23-Europameisterschaft – Punktefahren
- Europameisterschaft – Mannschaftsverfolgung (mit Eleanor Dickinson, Emily Kay, Elinor Barker und Katie Archibald)
- Britische Meisterin – Mannschaftsverfolgung (mit Eleanor Dickinson, Emily Nelson und Annasley Park)

## Teams
- 2018 Trek-Drops
- 2019 Drops